# 弓蟲症
弓蟲症是由弓形虫造成的人畜共患疾病，成年人感染该寄生虫病一般无症状。弓蟲症常会伴随持续几周或几個月的类似于流感的症状，例如肌肉疼痛、淋巴結触痛。小部分感染者可能会出现眼睛问题。免疫系统较弱者可能会表现出癫痫、协调不良等较为严重的症状。孕妇若受感染，其胎儿有機會染上先天性弓蟲症。
弓蟲症一般通过食用未完全煮熟（含有囊肿）的食物、接触受感染猫的粪便、以及母婴传播传染，偶尔也会有通过輸血染上的。除了这些之外就没有人际传播的情况。弓形虫只会在猫科动物中有性繁殖，但可以感染包括人类在内的大部分恒温动物。要诊断弓虫症，可以检测血中抗体或羊水中的寄生虫DNA。
弓蟲症最重要的预防方法是正确煮熟食物，此外也建议孕妇避免清理猫砂。基本健康、无大碍的感染者一般不需要治疗。孕妇可以使用螺旋黴素或乙胺嘧啶/磺胺嘧啶配合亞葉酸治疗。
全球至少半数人口受弓形虫感染，但毫无症状。美国大约有23%人口受感染；世界上部分地区的感染率高达95%。每年大概新增200,000例先天性弓蟲症。弓形虫这种生物由夏尔·尼科勒和Louis Manceaux于1908年首先描述。1941年确认了母婴传播这一途径。

## 傳染途徑
弓形蟲是一種細胞內寄生的原蟲，以貓科動物為最終宿主，寄生虫可以在猫科动物中完成其生命周期。但大多數恒温动物和變溫動物都會被感染，包括45種哺乳動物、70種鳥類、5種爬行類。傳染的途徑主要是攝取被貓科動物的體液或糞便污染過的食物，一般家貓如果沒有食用過生肉、沒有打獵過、都關在室內，是不會受感染，只有衛生習慣不好的飼養方式才會增加飼主的感染率。例如：
- 食用生肉或沒有完全煮熟的肉類，特別是豬肉、羊肉和鹿肉
- 運輸或接觸生肉或生的內臟后，沒有清潔雙手便放到嘴
- 接觸貓糞便或接觸被貓糞便沾污的物體

孕婦感染到此寄生蟲可以導致流產，因此在準備懷孕前，最好檢查是否感染，若感染可用抗生素治癒；懷孕期間一定要吃煮熟的肉類，注意衛生，避免清理貓的糞便、或清理時小心隔離，並不接觸與貓糞便接觸的物體。每天清理貓砂也可以在寄生蟲產生感染能力以前避免。

## 寄生蟲的生長時期划分
- 囊孢時期為初期寄生蟲的型態，一般由貓經糞便排出，如果環境適宜，便會分裂產生孢子，又稱為孢子形成(英語：sporulation)。在分裂前是沒有感染能力的。囊孢時期可以長時間處於環境中，也可以感染水源和生食。[14]
- 裂殖子形式
- 裂殖子

## 症狀
弓形虫能跨越血胎屏障、血腦屏障、血睾屏障，可寄生于在骨骼肌、心肌和中枢神经系统等组织中，并终生潜伏，从而引发疾病。孕妇与免疫低下人群易感染弓形虫。新生儿患弓蟲症，可表现为脑积水、小頭畸形、脉络膜视网膜炎、白内障、抽搐、眼球震颤、黄疸、瘀点、贫血、肝脾腫大、早產和严重的宫内生长受限等。弓蟲症可导致淋巴結腫大和發燒等。婦女和小孩都很容易受到感染。弓蟲症的潜伏期大約是10天-30天。
典型的癥狀如同感冒，淋巴腺腫脹和肌肉酸痛幾天至數周。而如果免疫能力足夠強，不會復發。因此許多病人根本不知道自己染病。
在免疫能力低下人群（如愛滋病病人、老人）中，常见神经系统症状，有脑病、腦膜腦炎、腦瘤、頭痛、意识模糊、癫痫等。
美國有例子說人類感染後會對貓發生好感。

## 近期學術研究
2016年發表的實驗報告中，提及白老鼠於首次感染時，弓形蟲會在感染初期散佈至血液當中，其後才以蟲卵的形態寄宿在心臟或大腦一帶。這反映著人類孕婦若懷孕時首次感染弓形蟲，蟲卵將透過血液感染嬰兒，造成負面影響。而已長期感染者則不會對胎兒造成影響。
2025年，《欧洲生化联合会会刊》刊载的一份论文表示，弓形虫能跨越血睾屏障，对男性生殖系統产生影响，其体外实验显示，弓形虫可寄生并破坏精子、降低精子活性，并表示弓形虫感染或与全球男性生育能力的下降相关。